# Jogo dos três tempos
O Jogo dos três tempos (em inglês Game of Three Halves) foi uma partida de futebol disputada entre as equipes do Sunderland e do Derby County no primeiro dia da temporada de futebol inglês de 1894-95.
O Derby County viajou para Sunderland em 1º de setembro para o jogo da primeira rodada na nova temporada da Football League First Division, mas como o árbitro nomeado para a partida, Tom Kirkham, estava atrasado, o jogo começou com um árbitro substituto, John Conqueror, no comando.
Após 45 minutos de jogo, com o Sunderland vencendo por 3 a 0, Kirkham chegou e tomou a incrível decisão de perguntar ao Derby County se eles queriam começar o jogo do zero. O Derby County aceitou, o que significa que os 45 minutos que já haviam sido jogados foram nulos e desconsiderados.
Com isso, seguiram-se mais dois tempos de 45 minutos, permitindo assim a realização de três tempos, mas a decisão de recomeçar o jogo não ajudou o Derby County. Eles sofreram mais três gols no "segundo tempo" e cinco gols no "terceiro tempo" para perder oficialmente a partida por 8-0. Ou, de forma resumida: Foram disputados 3 tempos de 45 minutos (2 horas e 15 minutos de futebol), 11 gols foram marcados, mas o placar que você encontrará nos livros de história é 8-0.

## Ficha Técnica
1º Tempo
| 01 de setembro de 1894 | Sunderland                            | 3 - 0     | Derby County |                                        |
|                        | Campbell 15' · Hannah ?' · Hyslop 40' | Relatório |              | Público: 9,000 Árbitro: John Conqueror |

2º e 3º Tempos = 90 minutos oficiais
| 01 de setembro de 1894 | Sunderland                                    | 8 - 0     | Derby County |                                         |
|                        | Gillespie · Millar Campbell · Hyslop · Hannah | Relatório |              | Público: 9,000 Árbitro: Mr. Tom Kirkham |

- Sunderland: Doig, Meehan, Gow, Wilson, McCreadie, Johnstone, Gillespie, Millar Campbell, Hyslop, Hannah
- Derby County: Robinson, Methven, Staley, Cox, Goodall (A), Dockery, Allan, Fletcher, Goodall (J), Bloomer, McMillan.